# Megola
 (juillet 2009).
Si vous disposez d'ouvrages ou d'articles de référence ou si vous connaissez des sites web de qualité traitant du thème abordé ici, merci de compléter l'article en donnant les références utiles à sa vérifiabilité et en les liant à la section « Notes et références ».

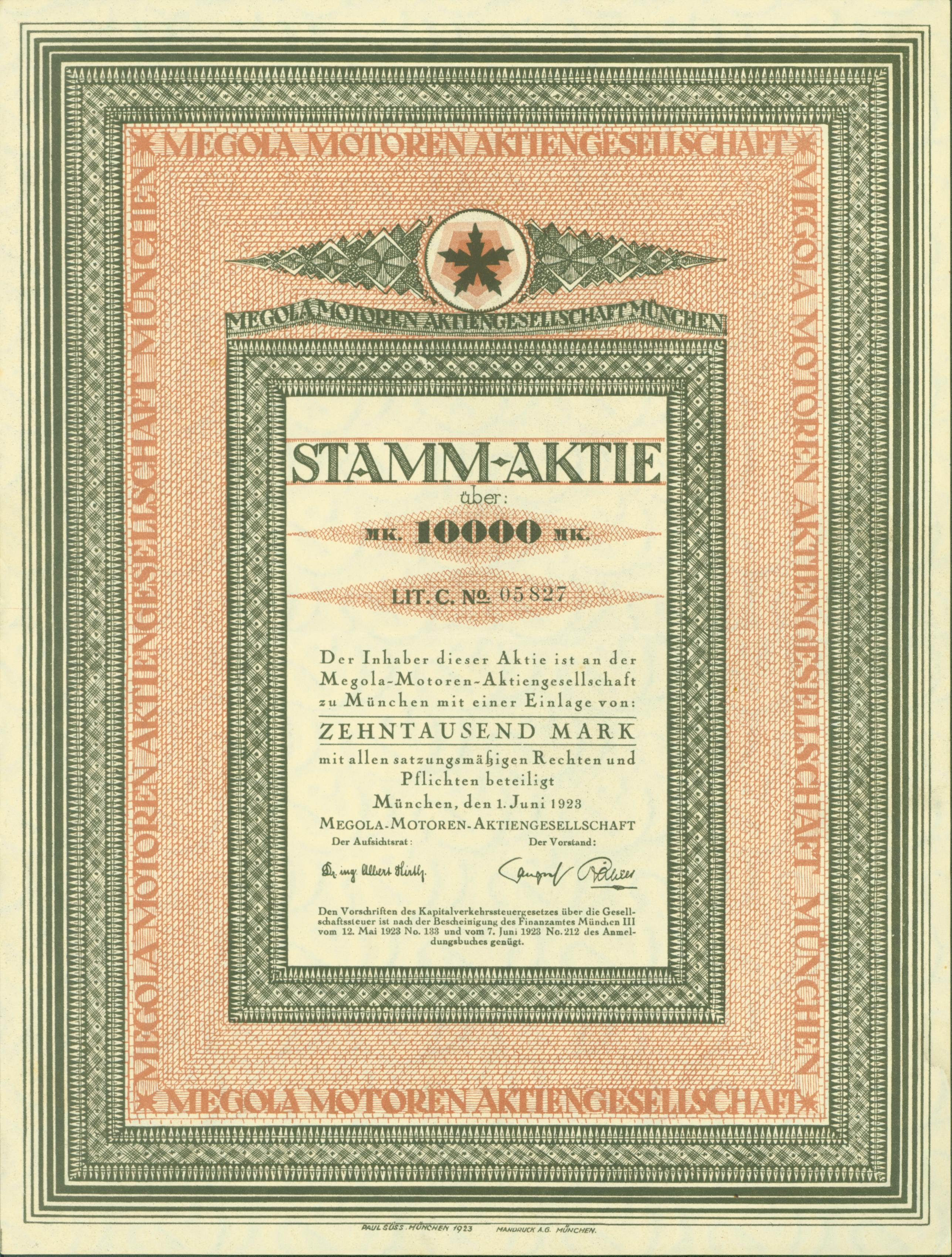
Action de la Megola Motoren AG en date du 1er juin 1923.

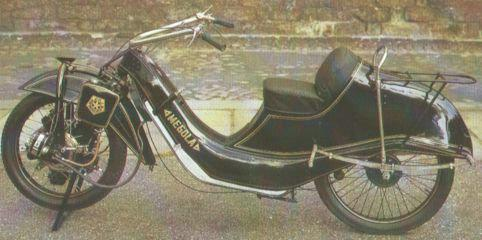
La Megola.

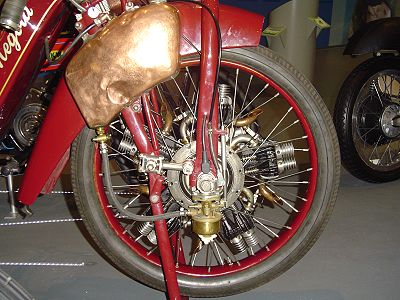
Le moteur.

La Megola est une moto allemande particulièrement originale, avec un moteur rotatif à cinq cylindres en étoile tournant avec la roue avant. Elle fut construite entre 1921 et 1925 à environ deux mille exemplaires par la Deutsche-Megola-Werke GmbH à Munich.
Le nom « Megola » est en fait un mot-valise formé à partir des préfixes des noms de ses trois concepteurs : Hans Meixner, Fritz Cockerell (le « C » devenant un « G ») et Otto Landgraf.

## Caractéristiques techniques
Source.

- Elle n'a ni boîte de vitesses ni embrayage (la moto cale à l'arrêt), mais la souplesse du moteur lui permettait d'atteindre les 100 km/h (85 km/h en version tourisme, 145 km/h en version course).
- Poids : 130 kg.
- Cylindrée : 640 cm3.
- Puissance : 11 ch à 3 500 tr/min.
- Le moteur est à l'intérieur de la roue et tourne avec elle.
- La démultiplication est de rapport 5.
- Pas de silencieux d'échappement.
- Présence de deux réservoirs de carburant : un réservoir principal dans le cadre et un réservoir secondaire en tête de fourche. L'alimentation du réservoir secondaire se fait au moyen d'une pompe manuelle.
- Le cadre est en tôle rivetée.
- Pas de frein avant, frein arrière à bandes.
- Suspension avant et arrière à lames.

Aussi étonnant que cela puisse paraître, cette moto, qui connut plusieurs variantes, a pu gagner quelques courses.
L'effet gyroscopique de la roue avant (tendant à stabiliser la machine), à une époque où les parties-cycles suivaient difficilement la course à la puissance des moteurs, est souvent cité  comme la raison principale du succès en course de ces machines hors-normes.

### Ancêtre et descendance
Malgré certains aspects peu pratiques, notamment en cas de crevaison, et malgré des limitations évidentes (absence de boîte de vitesses), la formule du moteur en étoile dans la roue dont la Megola est l'interprétation la plus aboutie, n'était ni la première ni la dernière motocyclette à utiliser ce schéma technique : le Conservatoire des arts et métiers à Paris expose la moto Millet (en fait une version tricycle) datant des toutes dernières années du XIXe siècle) qui utilisait ce système de propulsion (installé dans la roue arrière, avec un moteur en étoile à cinq cylindres borgnes, et dans certaines versions, une roue élastique en anneaux d'acier, sans doute pour éviter les problèmes de crevaison).
Au début des années 1930, alors que la moto devenait un moyen de transport largement démocratisé en Allemagne, un groupe de cinq ingénieurs, nommé « Killinger and Freund », revisita la formule Megola avec une roue avant contenant un moteur tricylindre deux temps en étoile et pourvue d'un carénage intégral, qui, de nos jours encore, en fait une icône des amateurs de rétro-futurisme. La moto Killinger and Freund ne fut produite qu'à une pincée d'exemplaires du fait de la reconversion des usines dans les fabrications de guerre, un exemplaire ayant abouti aux États-Unis (subtilisé par un GI de l'armée d'occupation) où on perd définitivement sa trace.